# Alexander Cochrane
Sir Alexander Inglis Cochrane GCB RN (nascido Alexander Cochrane Forrester; 23 de abril de 1758 — Paris, 26 de janeiro de 1832) foi um militar britânico, foi um Almirante que serviu a Marinha Real como comandante durante as Guerras Napoleônicas. Foi nomeado cavaleiro por seus serviços.
Foi membro do parlamento (MP) pelo distrito de Stirling Burghs de 1800 a 1802 e de 1803 a 1806.

## A Guerra de 1812
Começando em abril de 1814, durante a Guerra de 1812 contra os Estados Unidos, Cochrane, então Vice-Almirante, serviu como Comandante em Chefe da Estação da América do Norte, com base no novo dockyard em Bermuda, e na Jamaica Station, com sede em Port Royal.  Ele desembarcou sob o comando do Major-General Robert Ross que queimou Washington e empurrou incursões navais de sucesso ao mesmo tempo. Inicialmente, ele queria atacar Rhode Island na Nova Inglaterra após o sucesso em Washington, mas foi dissuadido por Ross e contra-almirante George Cockburn, que queria ir atrás do maior prêmio de Baltimore, Maryland.
Durante a Batalha de Baltimore, Cochrane dirigiu o bombardeio de Fort McHenry em Baltimore, o que se mostrou ineficaz. Ele resistiu aos apelos de seus oficiais subalternos para atacar o forte de forma mais agressiva com fragatas a curta distância. Ele ordenou um ataque diversionário de barcos para ajudar o exército acampado perto de Baltimore em seu ataque proposto a Hampstead Hill (que eles cancelaram e retiraram), mas esse desvio não teve sucesso. No bombardeio de Fort McHenry, a frota de Cochrane usou navios-bomba e um foguete para um bombardeio de longo alcance para minimizar baixas e danos à frota devido ao fogo de retorno do forte, que inspirou o poema de Francis Scott Key que se tornou "The Star-Spangled Banner", o hino nacional dos EUA.
Cochrane tornou-se a Comandante em Chefe da Estação da América do Norte (1814-1815).
Cochrane liderou a força britânica que venceu a Batalha do Lago Borgne, em Louisiana, em dezembro de 1814. Suas forças construíram um caminho curto e difícil para Nova Orleans, para uso das forças armadas britânicas. Mas o exército britânico foi derrotado na Batalha de Nova Orleans em 8 de janeiro de 1815.
O duque de Wellington sustentou que o fracasso da campanha de Nova Orleans foi em grande parte culpa da Cochrane. Em um elogio ao general Edward Pakenham (cunhado de Wellington, morto em Nova Orleans), ele disse:
Não posso deixar de lamentar que ele já tenha trabalhado em tal serviço ou com um colega. A expedição a Nova Orleans teve origem com esse colega ... Os americanos estavam preparados com um exército em uma posição fortificada que ainda seria realizada, se os deveres de outros, que é do almirante (Sir Alexander Cochrane), tivessem sido tão bem-sucedido quanto aquele a quem agora lamentamos.
Após a falta de sucesso em Nova Orleans, os britânicos capturaram o principal presidente da USS fora de [New York Harbor]. Mais tarde, os americanos capturaram o HMS Cyane, o HMS Levant e o HMS Penguin, que marcaram os compromissos finais da guerra entre as forças britânicas e americanas.
Cochrane foi posteriormente promovido a almirante em 1819. De 1821 a 1824, ele foi Comandante Chefe, Plymouth. Ele morreu em Paris em 26 de janeiro de 1832.

## Família

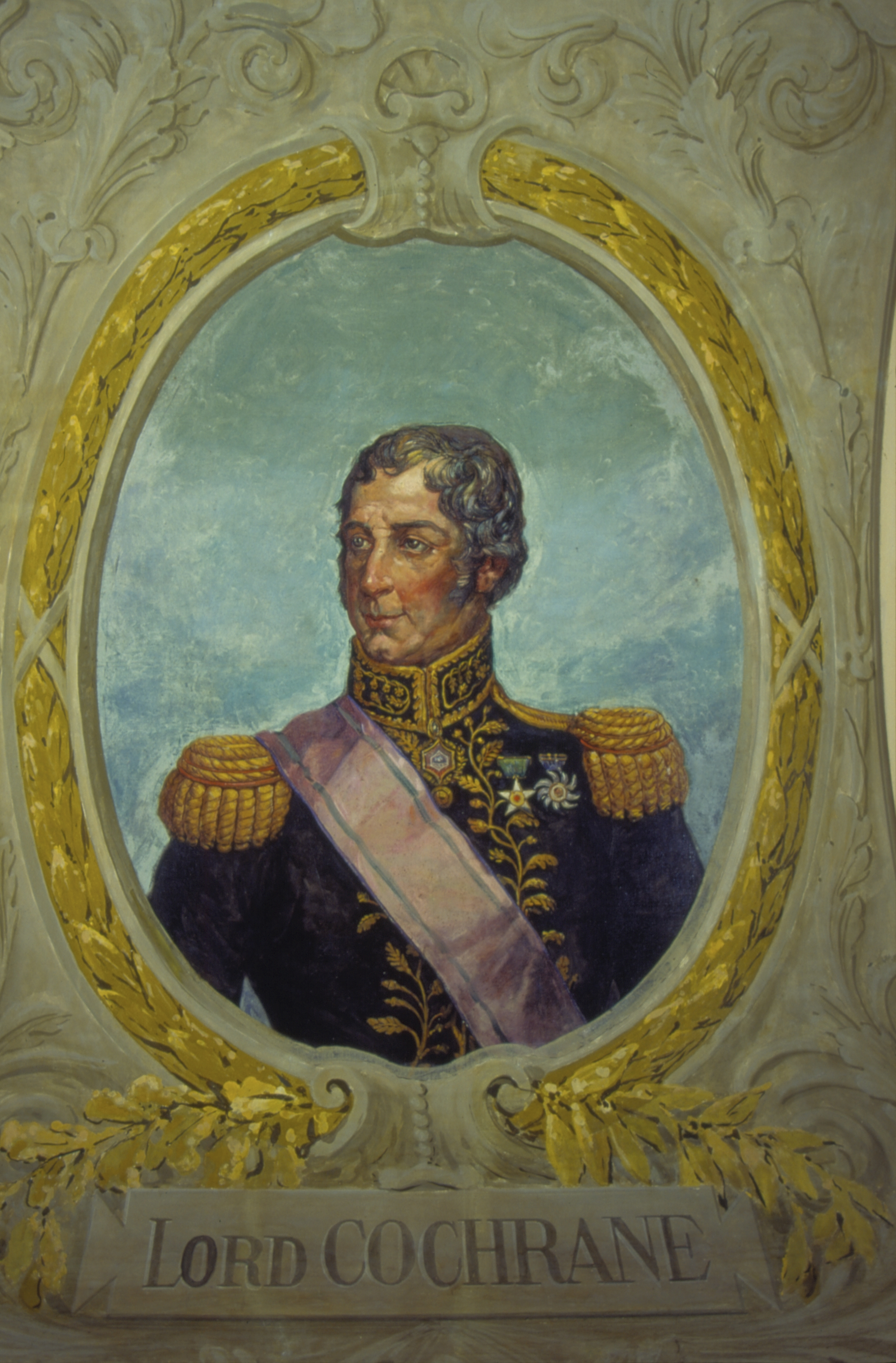
Tomás Cochrane em tela no Museu Paulista.

Em 1788, ele se casou com Maria Shaw; eles tiveram três filhos e duas filhas. Seu filho Thomas John Cochrane entrou na Marinha Real aos sete anos de idade; ele se levantou para se tornar governador da colônia da Terra Nova e almirante da frota; ele foi nomeado Cavaleiro da Ordem do Banho.
Alexander Cochrane foi o sexto dos filhos sobreviventes de Thomas Cochrane, 8º Conde de Dundonald. O filho mais velho Archibald Cochrane se tornou um conde e perdeu as terras da família em uma série de invenções e investimentos. Muitos dos filhos mais novos serviram nas forças armadas ou tiveram carreiras no comércio. O próximo irmão, Charles, serviu no exército e foi morto no cerco de Yorktown; ele se casou com Catherine, filha do major John Pitcairn. O terceiro filho sobrevivente, John Cochrane, era um provedor do exército e da marinha. Seus filhos incluíram Nathaniel Day Cochrane, que se tornou contra-almirante, e provavelmente do jogador de xadrez John Cochrane. O filho seguinte, Basil Cochrane, fez uma fortuna fornecendo a Marinha Real na Índia. Alexandre foi o sexto filho. O sétimo, George Augustus Frederick Cochrane, teve uma carreira no exército e serviu no Parlamento. O filho mais novo, Andrew Cochrane-Johnstone, era um oficial do exército, governador colonial, político e fraudador.

O Conde de São Vicente escreveu sobre os irmãos Cochrane em 1806: "Os Cochranes não são dignos de confiança, todos são loucos, românticos, gastadores e desonestos - e não há uma única exceção em nenhuma parte da família".